# Parlami (Fasma)
Parlami è un singolo del cantante italiano Fasma, pubblicato il 3 marzo 2021.
Il brano è stato eseguito per la prima volta dal cantante durante la prima serata del Festival di Sanremo 2021 con l'orchestrazione e la direzione di Enrico Melozzi. Si è classificato al 18º posto.

## Video musicale
Il videoclip del brano, diretto da Alessandro Mancini e Lorenzo Ambrogio, è stato pubblicato contestualmente all'uscita del singolo sul canale YouTube di Fasma.

## Tracce
1. Parlami – 2:49 (Tiberio Fazioli, Luigi Zammarano)

## Classifiche

### Classifiche settimanali
| Classifica (2021) | Posizione massima |
| ----------------- | ----------------- |
| Italia            | 9                 |

### Classifiche di fine anno
| Classifica (2021) | Posizione |
| ----------------- | --------- |
| Italia            | 69        |